# Gogodala-Suki jezici
Gogodala-Suki jezici, malena skupina papuanskih jezika s Nove Gvineje koji se govore uz sjevernu obalu rijeke Fly u Papui Novoj Gvineji. Najvažniji su gogodala s 10.000 govornika (301 selo) i suki 2,000 (1990 UBS). Ostala dva jezika ima znatno manji broj govornika, to su ari i waruna, srodni gogodalskom. Jezik suki čini među njima posebnu podskupinu.

## Klasifikacija
Transnovogvinejski jezici/ Trans-New Guinea, 
Gogodala-Suki: Gogodala (3) jezika, Suki (1) jezik.

## Vanjske poveznice
- Ethnologue (14th)
- Ethnologue (15th)